# Tour Europlaza
Tour Europlaza – wieżowiec w Paryżu, we Francji, w dzielnicy La Défense, o wysokości 135 m. Budynek został otwarty w 1972 roku, posiada 31 kondygnacji.
Od 2019 w budynku ma siedzibę Europejski Urząd Nadzoru Bankowego.